# Roberto Sierra
Roberto Sierra (Vega Baja, 9 oktober 1953) is een Puerto Ricaans componist en muziekpedagoog.

## Levensloop
Sierra studeerde aan het Conservatorio de Música de Puerto Rico in San Juan (Puerto Rico) en aan de Universidad de Puerto Rico in San Juan (Puerto Rico). Aansluitend ging hij naar Europa om zijn studies te voltooien. Eerst aan het Royal College of Music te Londen en aan de Universiteit van Londen en later aan het Instituut voor Sonologie van de Rijksuniversiteit Utrecht (RUU) te Utrecht. Tussen 1979 en 1982 studeerde hij compositie aan de Hochschule für Musik und Theater Hamburg in Hamburg bij György Ligeti.
In 1982 ging hij weer terug naar Puerto Rico en werd directeur van de afdeling culturele activiteiten aan de Universidad de Puerto Rico in San Juan (Puerto Rico). Hij werd eveneens kanselier van het Conservatorio de Música de Puerto Rico in San Juan (Puerto Rico). Naast deze werkzaamheden was hij als componist bezig. Omdat hij met zijn eerst groot orkestwerk Júblio, dat door het Milwaukee Symphony Orchestra in de Carnegie Hall in New York in 1987 in première ging, veel succes oogstte, werd hij internationaal bekend. Het verwondert niet, dat hij in 1989 voor drie jaar Composer-in-Residence van het Milwaukee Symphony Orchestra werd.
In 1992 werd hij professor voor compositie aan de Cornell-universiteit in Ithaca (New York).
Als componist schrijft hij voor verschillende genres, zoals werken voor orkest, harmonieorkest, een opera, koorwerken, vocale muziek en kamermuziek. Zijn werken werden door vooraanstaande orkesten in de Verenigde Staten en Europa ten gehore gebracht. In 2003 werd hij onderscheiden met de Academy Award voor muziek van de American Academy of Arts and Letters. Met zijn Symfonie Nr. 1 won hij in 2004 de Kenneth Davenport Competition. In 2006 ging zijn Missa Latina (Pro Pax) onder leiding van Leonard Slatkin in het John F. Kennedy Center for the Performing Arts in Washington in première.

## Composities

### Werken voor orkest

#### Symfonieën
- 2003 Symfonie Nr. 1
  1. Lento - Ritmico y preciso
  2. Con intensidad y gran expresion
  3. Jugeton y ritmico
  4. No muy lento: Movido
- Symfonie Nr. 2 "Gran Passacaglia"
- Symfonie Nr. 3 "La Salsa"
  1. Tumbao
  2. Habanera
  3. Danzas
  4. Jolgorio
- Symfonie nr. 4 (2009)

#### Concerten voor instrumenten en orkest
- 1987 Glosas, voor piano en orkest
- 1990 Concierto Evocativo, voor solo hoorn en strijkorkest
  1. Lento
  2. Scherzando
  3. Ritmico y Energico
- 1994 Evocaciones, voor solo viool en orkest
- 1999 Cuatro versos, concerto voor cello en orkest
- 2006 Concerto, voor altviool, strijkorkest en 2 slagwerkers
  1. Lento expresivo
  2. Expresivo
  3. Veloz
  4. Rítmico
- Con madera metal y cuero, voor solo slagwerk en orkest
- Concerto, voor saxofoons en orkest
  1. Rhythmic
  2. Tender
  3. Playful
  4. Fast (with swing)
- Concierto Barroco, voor solo gitaar en orkest
- Concierto Caribe, voor solo dwarsfluit en orkest
  1. Figuras
  2. Claro de luna
  3. Sabor
- Danzas Concertantes, voor solo gitaar en orkest
- Doble Concierto, voor solo viool, solo altviool en orkest
- Fantasía Corelliana, voor twee gitaren en strijkorkest
- Folias, voor solo gitaar en orkest
- Imágenes, voor solo gitaar, solo viool en orkest
- Of Discoveries, voor twee gitaren en orkest
  1. Ocean
  2. Stars
  3. Land
- Variations on a Souvenir, voor solo piano en orkest

#### Andere werken voor orkest
- 1987 Júbilo
- 1989 Preámbulo
- 1990 SaSiMa
- 1991 A Joyous Overture
- 1991 Tropicalia
- 1995 Ritmo
- 2001 Fandangos
- 2006 Güell Concert, voor kamerorkest
- 2008 Carnaval
  1. Gargoyles
  2. The Sphinx
  3. Unicorns
  4. Dragons
  5. The Phoenix
- Alegría
- Borikén
- Concierto para orquesta (Concerto for Orchestra)
- Cuentos, voor kamerorkest
- Doce Bagatelas, voor strijkorkest
- El jardín de las delicias
- Saludo
- Serenata
- Un recuerdo

### Werken voor harmonieorkest
- 1996 Rapsodia, voor solo trompet en harmonieorkest
- 1997 Diferencias
- 2000-2001 Fandangos
- 2002 Fanfarría, voor groot koper-ensemble en slagwerk
- 2005-2009 Sinfonía nr. 3 "La Salsa", voor harmonieorkest

### Missen, cantates, oratoria en geweide muziek
- 2006-2007 Missa Latina, voor sopraan, bariton, gemengd koor en orkest
- Bayoán, oratorium voor sopraan, bariton en orkest
  1. Introducción
  2. Descarga
  3. Bayoán
  4. Intermezzo
  5. Marién
  6. Elegia
- El éxtasis de Santa Teresa, voor sopraan en kamerorkest
  1. Introito - Oración
  2. Visión - Éxtasis - Aleluya
- Lux Æterna, voor gemengd koor

### Muziektheater

#### Opera
| Voltooid in | titel                 | aktes   | première                     | libretto    |
| ----------- | --------------------- | ------- | ---------------------------- | ----------- |
| 1986        | El mensajero de plata | 2 aktes | 1986, San Juan (Puerto Rico) | Myrna Casas |

#### Ballet
| Voltooid in | titel          | aktes | première | libretto | choreografie |
| ----------- | -------------- | ----- | -------- | -------- | ------------ |
|             | El Contemplado |       |          |          |              |

### Werken voor koren
- 1990 Idilio - (Soundscape of a Rain Forest), voor gemengd koor en orkest
- Cantos Populares, voor gemengd koor
- Guakía Baba, voor gemengd koor

### Vocale muziek
- 1982 Conjuros, voor sopraan (of tenor) en piano
  1. O ya ya Lumba Lumba
  2. Lube-Lube
  3. Chamalongo
  4. Erisi Balande
  5. Ekue
  6. Iya
  7. Eye si
- 1985 Doña Rosita la Soltera, voor mezzosopraan en blazerskwintet
- 1987 Glosa a la sombra, voor mezzosopraan, klarinet, altviool en piano
- 1994 Cinco poemas aztecas, voor sopraan (of tenor) en piano
- 1996 Rimas, voor sopraan (of tenor) en piano
- 1999 Cancionero Sefardí, voor sopraan (of tenor), dwarsfluit, klarinet, viool, cello en piano
- 2006 Songs from the Diaspora, zangcyclus voor sopraan, strijkkwartet en piano - tekst: Joserammón Melendes «Poema a la luz»
  1. De las mares altas
  2. Echate a la mar y alcançalo
  3. El rey de Francia tres hijas tenía
  4. Mi suegra la negra
  5. Caminí por altas torres
  6. De que lloras Blanca niña
  7. De las mares altas
- Beyond the Silence of Sorrow, voor sopraan en orkest
- Invocaciones, voor zangstem en slagwerk

### Kamermuziek
- 1983 Salsa para vientos, voor blazerskwintet
  1. Tropical
  2. Antillana...
  3. Jaleo
- 1987-1990Descarga, voor piano en tien instrumenten
- 1988 Essays, voor blazerskwintet
- 1989 Tríptico, voor gitaar en strijkkwartet
  1. Tranquilllo
  2. Ritmico
  3. Fluido
- 1991 Crónicas del descubrimiento, voor dwarsfluit en gitaar
  1. Leyenda Taína
  2. Danza
  3. Noche
  4. En busca del oro
  5. Cancion
  6. Batalla
- 1991 Trio Tropical, voor viool, cello en piano
  1. En do
  2. Habanera nocturna
  3. Intermezzo religioso y movimiento perpetuo
- 1996 Eros, voor dwarsfluit en piano
- 1999 Tema y variaciones, voor klarinet en piano
- 2001 Sonata Nr. 1, voor cello en piano
- 2002 Trio No. 2, voor viool, cello en piano
- 2002 Turner, voor dwarsfluit, klarinet, viool, cello en piano
- Changos, voor dwarsfluit en klavecimbel
- Con Tres, voor klarinet, fagot en piano
  1. Pasacallejera
  2. Adagio Lirico
  3. Un motivo para establecer algunas diferencias
- Concierto Nocturnal, voor solo klavecimbel, dwarsfluit, hobo, klarinet, viool en cello
- Doce Bagatelas, voor strijkkwartet
- El sueño de Tartini, voor dwarsfluit, klarinet, viool, cello en piano
- Fanfarria, aria y movimiento perpetuo, voor viool en piano
- Flower Pieces, voor dwarsfluit en harp
- Kandinsky, voor viool, altviool, cello en piano
- Los destellos de la resonancia, voor slagwerk (bekkens) en piano
- Memorias Tropicales, voor strijkkwartet
  1. Memoria urbana
  2. Horizonte
  3. En la noche oscura
  4. Final sin fin
- Octeto, voor 2 hobo's, 2 klarinetten, 2 fagotten en 2 hoorns
- Pequeño Concierto, voor gitaar, dwarsfluit, hobo, klarinet, viool en cello
- Piezas Características, voor basklarinet, trompet, piano, viool en cello
  1. Segunda Menores: Agresivo Y Articulado
  2. Segunda Mayores: Suave
  3. Breve Interludio En Cuartas: Rapido
  4. Terceras Mayores: Sereno
  5. Terceras Menores: Ritmico
- Prelude, Habanera and Perpetual Motion, voor dwarsfluit (of blokfluit) en gitaar
- Renadio, voor dwarsfluit en gitaar
- Salsa on the C String, voor cello en piano
- Sonata Nr. 2 "Elegiaca", voor cello en piano
- Sonata, voor dwarsfluit en piano
- Sonata, voor klarinet en piano
- Tres fantasías, voor klarinet, cello en piano
  1. Montuno - Con gusto
  2. Coral - Espacioso y sereno
  3. Doce - Agresivo y ritmico
- Tres pensamientos, voor basklarinet en slagwerk

### Werken voor piano
- 1984 Vestigios Rituales, voor twee piano's
- 1993 2X3, voor twee piano's
- 1998 Piezas Imaginarias
- Polivals
- Reflections on a Souvenir
- Tres inventos

### Werken voor klavecimbel
- Con Salsa
- Siete Inventos
- Suite
- Tres Miniaturas

### Werken voor gitaar
- Piezas Breves
- Toccata y lamento
- Tres homenajes húngaros, voor twee gitaren

### Werken voor slagwerk
- Bongo-0, voor solo bongo's
- Mano a mano, voor twee slagwerkers

## Discografie
- Giant Records 7390297: North Texas Wind Symphony, Eugene Migliaro Corporon, Conductor; Altered States - Sierra, Etc
- Albany Records TROY942: Frost Symphony Orchestra, Thomas Sleeper, Conductor, Roberto Sierra: Sinfonias Nos. 1-3
- Albany Records TR514: The Bronx Arts Ensemble; Guillermo Figueroa, Conductor; Peter Stewart, baritone; Wonjung Kim, soprano; Yehuda Gilad, Conductor; Angelina Réaux, soprano; Sierra: Bayoán/El Éxtasis de Santa Teresa
- Albany Records TR379: David Gilbert, Conductor; Bonita Boyd, flute; Nicholas Goluses, guitar; Eastman Virtuosi Soloists; Chronicles of Discovery: American Music for Flute and Guitar (SIERRA: Cronicas del descubrimiento / HOOVER: Canyon Echoes / TOWER: Snow Dreams)
- CRI, Inc. 090438072526: Stefanie Jacob, piano; Dennis Najoom, trumpet; Neal Gittleman, Conductor; Scott Tisdel, cello; William Helmers, bass clarinet; Thomas Wetzel, percussion; Shawn Mauser, bassoon; Catherine Schubilske, violin; Roberto Sierra: Piezas Caracteristicas
- CRI, Inc. CR773: Dwight Shambley, bass; Enric Madriguera, guitar; Howard Rogene, oboe; Virginia DuPuy, soprano; James Rives-Jones, Conductor; Maria Schleuning, violin; Harvey Boatright, flute; Christine Schadeberg, soprano; Jo Boatright, piano; Christopher Adkins, cello; Ross Powell, clarinet; Emanuel Borok, violin; Deborah Mashburn, percussion; Voices of Change; Voices of Change: Voces Americanas
- CRI, Inc. CR855: Xak Bjerken, piano; High Rise - Roberto Sierra; Christopher Theofanidis; Sofia Gubaidulina; Karen Tanaka; James Matheson; Steven Burke
- Naxos 8.559263: SIERRA: New Music with a Caribbean Accent
- New World Records 80379: Louise Scribner, oboe; Lucille Goeres, flute; Mitchell Weiss, clarinet; Charles McCracken, contrabassoon; Ronald Sell, horn; Roger Wendt, horn; Nancy Elan, violin; Gabriel Morales, cello; John Beal, bass; Paul Gallo, clarinet; Mary Landolfi, flute; William Scribner, bassoon; Joseph Kubera, piano; Puli Toro; Evangelina Colon; The Bronx Arts Ensemble; Brad Garner, flute; Marsha Heller, English horn; Marsha Heller, oboe; Sharon Moe, horn; Mitchell Kriegler, clarinet; Works by Roberto Sierra; Héctor Campos Parsi; Max Lifchitz
- Newport Classic (Liebermann): Bronx Arts Ensemble, Genesio Riboldi, Conductor; Roberto Sierra: El mensajero de plata (The Silver Messenger), opera in two acts